# Lista celor mai mari temple hinduse din lume

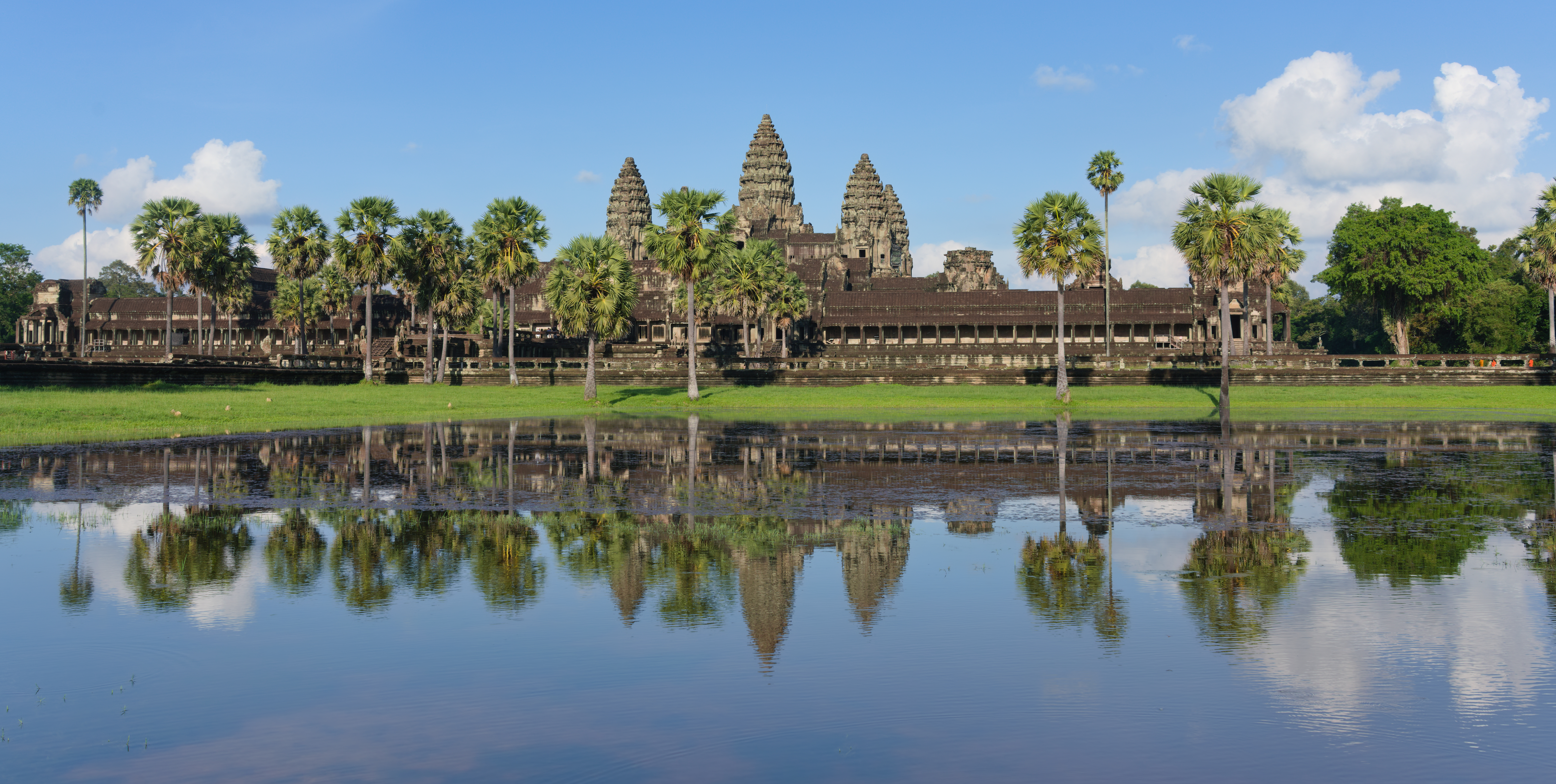
Angkor Wat din Cambodgia, cel mai mare complex de temple hinduse din lume

Lista celor mai mari temple hinduse din lume clasifică edificiile religioase dedicate venerării hinduismului, a treia cea mai răspândită religie a lumii, după creștinism și islamism.
Provenit din valea Indusului și considerat cea mai veche religie (existentă) a lumii, hinduismul este răspândit la nivel global, constituind religia majoritară în Nepal, India și Mauritius, cei mai mulți adepți fiind înregistrați în sudul Asiei, în India, Nepal, Bangladesh, Indonezia, Pakistan, Sri Lanka. 
Mulți hinduși cred cu tărie că toleranța este virtutea religioasă centrală și consideră hinduismul mai degrabă un mod de viață decât o religie. Această aserțiune este întărită de diferențele vaste dintre ramurile hinduismului, precum și de faptul că hinduismul nu are un fondator și nici un zeu sau profet central universal acceptat. Hinduismul, mai mult decât orice altă religie, acceptă și celebrează faptul că adevărul sau realitatea nu pot fi îngrădite și trebuie căutate în surse multiple.
Lista cuprinde două secțiuni, prima include edificiile finalizate, puse la dispoziția adepților și publicului, iar cea de-a doua le include pe cele aflate în stadiu de construcție sau proiectare. Ordinea este descrescătoare, în funcție de suprafața edificiului religios.

## Lista celor mai mari temple hinduse din lume
| Imagine | Nume | Suprafață (m2) | Locație                             | Țară                  | Observații |
|         | |                |                                     |                       | |
| ------- | --- | -------------- | ----------------------------------- | --------------------- | --- |
|         | Angkor Wat (în khmeră ប្រាសាទ អង្គរវត្ត, transliterat: Brasaeat angkorovot) | 1.626.000      | Angkor                              | Cambodgia             | Cea mai mare structură religioasă din lume, construită în sec. XII ca templu hindus dedicat zeului Maha Vishnu de regele khmer Suryavarman al II-lea, a fost transformat treptat în templu budist către sfârșitul aceluiași secol, înscris în Lista locațiilor din Patrimoniul Mondial UNESCO |
|         | Templul Swaminarayan Akshardham (în engleză Swaminarayan Akshardham) | 655.591        | Robbinsville, New Jersey            | Statele Unite         | Complex religios inaugurat în octombrie 2023, cel mai mare templu hindus din emisfera vestică, măsoară 58 m înălțime |
|         | Templul Ranganathaswamy din Srirangam (în tamilă திருவரங்கம் அரங்கநாத சுவாமி கோயில், transliterat: Tiruvaraṅkam araṅkanāta cuvāmi kōyil)                                                    | 631.000        | Tiruchirapalli, Tamil Nadu          | India                 | Cel mai mare templu din India, cel mai mare complex religios funcțional din lume cu o prezență istorică continuă, dedicat lui Maha Vishnu |
|         | Templul Rama din Ayodhya (în tamilă அயோத்தி இராமர் கோயில், transliterat: Ayōtti irāmar kōyil)                                                                                           | 490.000        | Ayodhya, Uttar Pradesh              | India                 | Templu budist inaugurat în 2024, construit pe locația de pelerinaj Ram Janmabhoomi, locul de naștere al pruncului Rama |
|         | Templul de Aur Sripuram Lakshmi Narayan (în tamilă ஸ்ரீபுரம் இலட்சுமி நாராயணன் பொற்கோயில், transliterat: Śrīpuram ilaṭcumi nārāyaṇaṉ poṟkōyil)                                                 | 404.686        | Thirumalaikodi, Vellore, Tamil Nadu | India                 | Templu acoperit cu aur pur, dedicat zeiței hinduse a bogăției Sri Lakshmi Narayani, soția lui Vishnu Narayana |
|         | Templul Prambanan (în indoneziană Candi Prambanan) | 398.000        | Yogyakarta, Java Centrală           | Indonezia             | Cel mai mare templu din Indonezia, complex de temple hinduse dedicat lui Trimurti, construit în sec. IX, găzduiește altare dedicate lui Maha Vishnu, Brahma, Shiva și consoartelor lor, înscris în Lista locațiilor din Patrimoniul Mondial UNESCO |
|         | Templul Adya Katyayani din Delhi (în hindi आद्या कात्यायिनी मंदिर, दिल्ली, transliterat: Aadya kaatyaayinee mandir, Dillee)                                                                 | 280.000        | New Delhi                           | India                 | Numit și Templul Chhatarpur după cartierul în care este situat, dedicat zeiței hinduse a puterii, Katyayani |
|         | Templul Akshardham din Delhi (în hindi अक्षरधाम मंदिर, दिल्ली, transliterat: Aksharadhaam mandir, Dillee)                                                                              | 240.000        | Delhi                               | India                 | Complex de temple hinduse dedicate lui Swaminarayan, Sita-Rama, Radha-Krishna, Shiva-Parvati și Lakshmi-Narayana |
|         | Templul Iubirii Divine (în hindi प्रेम मन्दिर, transliterat: Prēma mandira) | 222.577        | Vrindavan, Uttar Pradesh            | India                 | Templu hindus dedicat lui Radha-Krishna și Sita-Rama, întrupările lui Maha Vishnu, zeitatea supremă a vaishnavismului |
|         | Templul Kalika din Baglung (în nepaleză कालिका मन्दिर, बागलुङ, transliterat: Kālikā mandira, Bāgaluṅa}})                                                                               | 208.185        | Baglung, Provincia Gandaki          | Nepal                 | Complex de temple hinduse situat pe malul fluviului Kali Gandaki, dedicat zeiței Kalika (sau Kali), una dintre cele mai feroce forme a zeiței Shakti, consoarta lui Shiva, include altare dedicate lui Shiva, Radha-Krishna, Lakshmi-Narayan |
|         | Templul Besakih (în indoneziană Pura Besakih) | 200.000        | Bali                                | Indonezia             | Complex de 23 de temple hinduse specific comunității din Bali (pura), cel mai mare de acest tip, cel mai important altar fiind Pura Penataran Agung |
|         | Statuia Egalității (Ramanuja) (în hindi समता की प्रतिमा, transliterat: Samata kee pratima)                                                                                           | 182.109        | Muchintal, Hyderabad                | India                 | Statuie a filozofului indian Ramanuja construită în sec. XI, a doua cea mai înaltă statuie din lume a unui personaj așezat |
|         | Belur Math (în bengaleză বেলুড় মঠ, transliterat Bēluṛa maṭha) | 160.000        | Haora                               | India                 | Sediul Ramakrishna Math and Ramakrishna Mission, organizație fondată de Swami Vivekananda, centrul Mișcării Ramakrishna, situat pe malul vestic al râului Hooghly în Bengalul de Vest, renumit pentru arhitectura care combină motive hinduse, creștine și islamice, ca simbol al unității tuturor religiilor |
|         | Templul Nataraja din Chidambaram (în tamilă சிதம்பரம் நடராசர் கோயில், transliterat: Citamparam naṭarācar kōyil)                                                                         | 160.000        | Chidambaram, Tamil Nadu             | India                 | Complex de temple hinduse dedicat lui dedicat lui Nataraja, forma lui Shiva ca zeu al dansului, găzduiește temple dedicate lui Sivakami Amman, Vishnu, Ganesh și Murugan |
|         | Templul Swaminarayan (în arabă معبد سوامينارايان, transliterat: Maebad swaminarayan)                                                                                            | 110.000        | Abu Dhabi                           | Emiratele Arabe Unite | Templu budist inaugurat în 2024, primul templu budist tradițional construit din piatră din Orientul Mijlociu |
|         | Templul Peruvudaiyar din Thanjavur (în tamilă தஞ்சைப் பெருவுடையார் கோயில், transliterat: Tañcaip peruvuṭaiyār kōyil)                                                                        | 102.400        | Thanjavur                           | India                 | Numit și Templul Brihadisvara sau Marele Templu, construit in 1010 de Rajaraja I și dedicat lui Shiva, înscris în Lista locațiilor din Patrimoniului Mondial UNESCO |
|         | Templul Annamalaiyar (în tamilă அண்ணாமலையார் கோயில், transliterat: Aṇṇāmalaiyār kōyil)                                                                                                  | 101.171        | Tiruvannamalai, Tamil Nadu          | India                 | Al doilea templu din lume ca mărime după suprafața folosită în întregime în scopuri religioase, dedicat lui Shiva |
|         | Templul Kali din Dakshineswar (în hindi दक्षिणेश्वर काली मन्दिर, transliterat: Dakshineshvar kaalee mandir)                                                                             | 101.171        | Calcutta                            | India                 | Comlex de temple hinduse situat pe malul estic al râului Hooghly, dedicat zeiței Bhavatarini, o întrupare a zeiței Kali, „Cea care își eliberează devotații din oceanul existenței, adică Saṃsāra”, clădit în 1855 |
|         | Templul Kanchi Varadaraja Perumal (în tamilă காஞ்சி வரதராஜப் பெருமாள் கோயில், transliterat: Kāñci varatarājap perumāḷ kōyil)                                                                | 95.000         | Kanchipuram, Tamil Nadu             | India                 | Templu hindus dedicat lui Vishnu, situat în orașul sfânt Kanchipuram, unul dintre cele 108 temple ale lui Vishnu (Divya Desams) care ar fi fost vizitate de cei 12 poeți sfinți (alvari), se crede că Ramanuja ar fi locuit aici |
|         | Templul Mannargudi Rajagopala Swamy (în tamilă மன்னார்குடி ராசகோபால சுவாமி கோயில், transliterat: Maṉṉārkuṭi rācakōpāla cuvāmi kōyil)                                                          | 93.000         | Mannargudi, Tamil Nadu              | India                 | Templu hindus dedicat lui Rajagopalaswamy, o încarnare a lui Krishna, unul dintre cele mai importante altare Vaishnavite din India |
|         | Templul Ekambareswarar (în tamilă காஞ்சிபுரம் ஏகாம்பரநாதர் கோயில், transliterat: Kāñcipuram ēkāmparanātar kōyil)                                                                            | 93.000         | Kanchipuram, Tamil Nadu             | India                 | Complex de temple hinduse dedicat lui Shiva and Vishnu, unul dintre cele cinci temple Shiva care reprezintă elementele naturii (Pancha Bootha Sthalam), reprezentând Pământul, menționat în Nalayira Divya Prabandham, canonul Tamil al poeților sfinți (alvari) din sec. VI-IX, unul dintre cele 108 temple ale lui Vishnu (Divya Desams) care ar fi fost vizitate de cei 12 poeți sfinți (alvari), include Templul Nilathingal Thundam Perumal dedicat lui Maha Vishnu și Templul Nilathingal Thunda Nayagi dedicat consoartei sale, Lakshmi |
|         | Templul Thyagaraja din Tiruvarur (în tamilă திருவாரூர் தியாகராஜர் கோயில், transliterat: Tiruvārūr tiyākarājar kōyil)                                                                        | 81.000         | Tiruvarur, Tamil Nadu               | India                 | Complex de temple hinduse dedicat lui Shiva Somaskanda, include altare dedicate lui Thyagarajaswami, Neelotpalambika și Kamalambika, Somaskanda este venerat în opera canonică Shaiva din sec. VII Tevaram, scrisă în limba tamilă de poeți sfinți cunoscuți sub numele de nayanari, iar altarul este clasificat drept Paadal Petra Sthalam |
|         | Vaishnava Nambi și Templul Thirukurungudivalli Nachiyar (în tamilă வைஷ்ணவ நம்பி மற்றும் திருக்குறுங்குடிவல்லி நாச்சியார் கோவில், transliterat: Vaiṣṇava nampi maṟṟum tirukkuṟuṅkuṭivalli nācciyār kōvil) | 74.866,84      | Thirukkurungudi, Tamil Nadu         | India                 | Templu hindus dedicat lui Vishnu, menționat în Nalayira Divya Prabandham, canonul Tamil al poeților sfinți (alvari) din sec. VI-IX, unul dintre cele 108 temple ale lui Vishnu (Divya Desams) care ar fi fost vizitate de cei 12 poeți sfinți (alvari) |
|         | Templul Shri Swaminarayan Mandir din Toronto (în engleză BAPS Shri Swaminarayan Mandir Toronto)                                                                                 | 72.843         | Toronto                             | Canada                | Templu hindus construit de Bochasanwasi Akshar Purushottam Swaminarayan Sanstha (BAPS), organizație spirituală a ramurii Swaminarayan a hinduismului, cel mai mare templu de acest tip din Canada |
|         | Templul Jambukeswarar din Thiruvanaikkaval (în tamilă திருவானைக்காவல் ஜம்புகேசுவரர் கோயில், transliterat: Tiruvāṉaikkāval jampukēcuvarar kōyil)                                                | 72.843         | Tiruchirappalli, Tamil Nadu         | India                 | Templu hindus dedicat lui Shiva, construit de Kochchenganan (Kochenga Chola) în perioada Regatului Tamil (sec. III î.Hr.) |
|         | Templul Nellaiappar din Tirunelveli (în tamilă திருநெல்வேலி நெல்லையப்பர் கோயில், transliterat: Tirunelvēli nellaiyappar kōyil)                                                                | 71.000         | Tirunelveli, Tamil Nadu             | India                 | Templu hindus dedicat lui Shiva, construit de Muluthukanda Rama Pandiyan, renumit pentru stâlpii de susținere care pot produce la lovire diferite sunete, pentru numeroasele sculpturi și pentru primul car de festival complet automatizat din lume |
|         | Templul Meenakshi din Madurai (în tamilă மதுரை மீனாட்சி சுந்தரேசுவரர் கோயில், transliterat: Maturai mīṉāṭci cuntarēcuvarar kōyil)                                                             | 71.000         | Madurai, Tamil Nadu                 | India                 | Templu hindus dedicat lui Shiva Sundareswarar și consoartei sale Meenakshi Parvati, găzduiește 14 turnuri (gopuram), dintre care două aurite pentru zeitățile principale |
|         | Peșterile Batu (în malaieză Batu Caves) | 65.000         | Gombak, Selangor                    | Malaysia              | Complexul templelor din Peșterile Batu este format din trei peșteri principale și câteva mai mici, cea mai mare, denumită Peștera Catedralei sau Peștera Templului, este situată sub o culme, are un tavan foarte înalt și găzduiește altare hinduse ornamentate, la baza dealului se află încă două temple rupestre, Peștera Galeriei de Artă și Peștera Muzeului, ambele găzduind statui și picturi hinduse |
|         | Templul Yadagiri Lakshmi Narasimha Swamy (în telugu యాదగిరి లక్ష్మీనరసింహస్వామి దేవాలయం, transliterat: Yādagiri lakṣmīnarasinhasvāmi dēvālayaṁ)                                               | 62.000         | Yadagirigutta, Telangana            | India                 | Templu hindus dedicat lui Narasimha, un avatar al zeului Vishnu |
|         | Templul Shri Shiva Vishnu din Victoria (în engleză Shri Shiva Vishnu Temple, Victoria)                                                                                          | 61.000         | Victoria                            | Australia             | Templu hindus dedicat lui Shiva și Vishnu, zeitățile dominante ale principalelor două curente hinduse |
|         | Templul Vaitheeswaran (Vaidyanathar) (în tamilă வைத்தீஸ்வரன் கோயில் வைத்தியநாதர் கோயில், transliterat: Vaittīsvaraṉ kōyil Vaittiyanātar kōyil)                                                  | 61.000         | Vaitheeswarankoil, Tamil Nadu       | India                 | Templu hindus dedicat lui Vaitheeswaran (Vaidyanathar), Zeul medicinei, un avatar al lui Shiva |
|         | Templul Krishna Janmasthan (în hindi कृष्ण जन्मस्थान मंदिर, transliterat: Krshn janmasthaan mandir)                                                                                    | 54.106         | Mathura, Uttar Pradesh              | India                 | Complex de temple hinduse construit înainte de anul 600 î.Hr. pe locația unde s-a născut zeul hindus Krishna |
|         | Templul Jagannath (în bengaleză জগন্নাথ মন্দির, পুরী, transliterat Jagannātha mandira, Purī)                                                                                          | 37.000         | Puri                                | India                 | Templu hindus dedicat lui Jagannath („Domnul Universului”), un avatar al lui Vishnu |
|         | Templul Lakshmi Narayana din Delhi (în hindi लक्ष्मी नारायण मंदिर, दिल्ली, transliterat: Lakshmee naaraayan mandir, Dillee)                                                               | 30.000         | Delhi                               | India                 | Templu hindus dedicat zeiței bogăției Lakshmi și soțului său Narayana, Păstrătorul Trimurti, un avatar al lui Vishnu, construit între 1933 și 1939 de Jugal Kishore Birla, motiv pentru care este cunoscut și sub numele de Templul Birla (Birla Mandir) |
|         | Templul Thiruvananthapuram Padmanabhaswamy (în malayalam തിരുവനന്തപുരം പത്മനാഭസ്വാമിക്ഷേത്രം, transliterat: Thiruvananthapuram pathmanaabhaswaamikshethram)                                   | 29.000         | Thiruvananthapuram                  | India                 | Templu hindus dedicat lui Vishnu, unul dintre cele 108 temple ale lui Vishnu (Divya Desams) care ar fi fost vizitate de cei 12 poeți sfinți (alvari), declarat în 2011 drept „Cel mai bogat templu hindus din lume” de Guinness World Records, după descoperirea în pivnițele secrete ale templului a unei vaste comori de aur, argint și bijuterii prețioase, în valoare de aprox. 18 miliarde de dolari |
|         | Templul Iskon din Bangalore (în kannada ಇಸ್ಕಾನ್ ದೇವಸ್ಥಾನ, ಬೆಂಗಳೂರು, transliterat: Iskān dēvasthāna, Beṅgaḷūru)                                                                            | 28.000         | Bangalore                           | India                 | Templu hindus dedicat lui Krishna și consoartei sale Radha, propovăduind monoteismul așa cum apare în Chandogya Upanishad, al nouălea canon Muktika dintre cele 108 |
|         | Templul Shri Swaminarayan (în urdu شری سوامی نارائن مندر, transliterat: Shari swami naar mandar)                                                                                | 27.000         | Karachi                             | Pakistan              | Templu hindus, singurul templu Swaminarayan din Pakistan, construit în 1788 |
|         | Templul Thiruvellarai Pundarikatsha Perumal (în tamilă திருவெள்ளறை புண்டரீகாட்ச பெருமாள் கோயில், transliterat: Tiruveḷḷaṟai puṇṭarīkāṭca perumāḷ kōyil)                                          | 26.300         | Thiruvallarai, Tamil Nadu           | India                 | Templu hindus dedicat lui Vishnu Pundarikakshan și consoartei sale Lakshmi Pankajavalli, menționat în Nalayira Divya Prabandham, canonul Tamil al poeților sfinți (alvari) din sec. VI-IX, unul dintre cele 108 temple ale lui Vishnu (Divya Desams) care ar fi fost vizitate de cei 12 poeți sfinți (alvari) |

## Lista celor mai mari temple hinduse aflate în construcție
| Imagine | Nume | Suprafață (m2) | Capacitate (persoane) | An   | Locație                   | Țară          | Observații |
|         | |                |                       |      |                           |               | |
| ------- | --- | -------------- | --------------------- | ---- | ------------------------- | ------------- | --- |
|         | Templul Virat Ramayan (în tamilă விராட் இராமாயணக் கோயில், transliterat: Virāṭ irāmāyaṇak kōyil)                    | 909.371        | 20.000                | 2025 | Kesaria, Bihar            | India         | Templu budist, va avea o înălțime de 123 m, aproape dublu față de Angkor Wat |
|         | Templul Murugan din Carolina de Nord (în engleză Carolina Murugan Temple)                                 | 526.091        |                       |      | Moncure, Carolina de Nord | Statele Unite | Templu hindus dedicat zeului războiului, Murugan |
|         | Templul Chandradaya din Mayapur (în bengaleză মায়াপুর চন্দ্রোদয় মন্দির, transliterat Māẏāpura candrōdaẏa mandira) | 303.514        | 20.000                | 2026 | Mayapur, Bengalul de Vest | India         | Templu hindus, numit și Templul Planetariului Vedic, va include un planetariu și va fi al doilea cel mai înalt templu sau lăcaș religios din lume și cel mai mare templu hindus |
|         | Templul Vrindavan Chandrodaya (în hindi वृंदावन चन्द्रोदय मंदिर, transliterat: Vrndaavan chandroday mandir)       | 250.905        | 30.000                | 2025 | Vrindavan, Uttar Pradesh  | India         | Templu budist, va fi unul dintre cele mai înalte din lume (210 m înălțime) și unul dintre cele mai scumpe (42 mil. USD)                                                         |
|         | Marele Templu Shri Ram (în engleză Grand Shri Ram Temple)                                                 | 150.000        |                       |      | Perth                     | Australia     | Templu budist, va fi unul dintre cele mai înalte din lume (213 m înălțime) și unul dintre cele mai scumpe (75 mil. USD)                                                         |